# Дмитровская тонкосуконная фабрика
Дмитровская тонкосуконная фабрика (Дмитровская фабрика искусственного меха) — предприятие, располагающееся в посёлке Деденево Дмитровского района Московской области и образованное из нескольких фабрик, которые начинали свою работу еще до революции 1917 года.

## История
В 1961 году Управление легкой промышленности объединило Муравьевскую ткацкую фабрику с фабрикой имени 1 Мая. В 1964 году происходит еще одно объединение фабрик в Дмитровскую тонкосуконную фабрику. В 1981 фабрика получила название «Дмитровской фабрики искусственного меха». Фабрика занималась выпуском 10 миллионов метров квадратных искусственного меха в год.
В 1990-х годов из-за сложной ситуации в стране Совет директоров ОАО ДФИМ принимает решение о перепрофилировании фабрики на производство пищевой продукции. Сейчас на территории бывшей фабрики идёт разлив безалкогольных напитков фирмы «Фонте-Аква».

### Суконная фабрика «Торгового дома И. Е. Немкова и Сыновей»

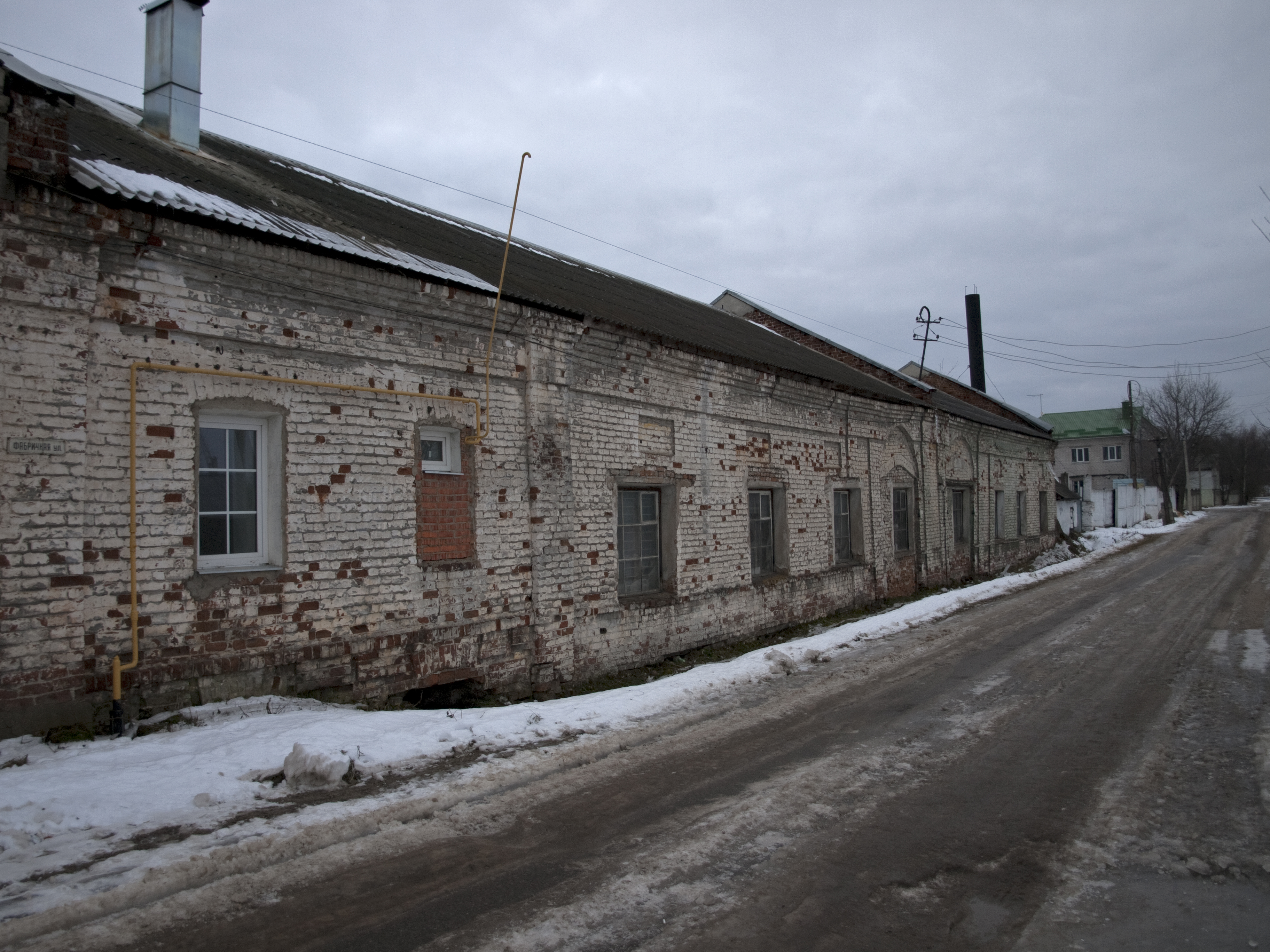
Здание фабрики Немковых в Дмитрове

Доподлинно известно о работе фабрики уже в 1835 году. Ее владельцами в то время были купцы Тугариновы. Работа в основном проводилась в 2 деревянных корпусах Пустоши Луговой. Одно из них было предназначено для чески и прядения, в другом помещении была сукновальня и промывные. Водяные колеса использовались для того, чтобы приводить оборудование в действие. В двухэтажном корпусе в Дмитрове сосредотачивалось ручное ткачество. В этом же помещении были расположены красильня, склады сырья, склады материалов, сушильня. В 1839 году Дмитрий Егорович Немков и Иван Егорович Немков построили фабрику на Луговой Пустоши. Они же купили фабрику купцов Тугариновых для расширения своего производства. Бывшая фабрика Тугариновых у новых владельцев использовалась частично как складские помещения и квартиры приказчиков, но в 7 строениях все равно велось производство. 11 строений новой, построенной фабрики на Луговой Пустоши, использовались как производственные корпусы. Еще 9 строений как склады и жилье. Фабрика занималась выработком сукна. Фабрика получала сырье из Москвы и Нижегородской ярмарки. Часть оборудования была из Бельгии, часть — отечественного производства. На Луговой фабрике пряли шерсть. В Дмитрове ткали суровьё. В Луговой работало 120—180 человек, в Дмитрове 50-180 человек. Работниками фабрики были как приезжие из Владимирской губернии, так и жители окрестных деревень. Работа велась круглосуточно, рабочие работали по сменам. Смена длилась от 8 до 13 часов с перерывом на прием пищи. Зарабатывали от 4 до 20 рублей в месяц. Со временем производство из города Дмитрова было перенесено в Луговую. Качество продукции улучшалось. В Памятной книге Московской губернии за 1914 год предприятие записано как "Суконная фабрика «Торгового дома И. Е. Немкова и Сыновей». Годом основания указано 1864 год, 123 рабочих, управляющий Филипп Кузьмич Дроздов.
До наступления Первой мировой войны фабрика занималась выработкой ворсованного чистошерстяного сукна из мериносовой шерсти. В 1917 году предприятие было национализировано. Пустошь Луговая была переименована в поселок 1-го мая, а "Суконная фабрика «Торгового дома И. Е. Немкова и Сыновей» получила название фабрики им. 1 мая. В 1920-х годах в рабочих корпусах фабрики было электрическое освещение. В качестве внутреннего транспорта использовались 6 фабричных лошадей. При фабрике работал клуб с библиотекой и сценой.

### Прядильная фабрика имени ХII годовщины Октября
Еще одна суконная фабрика в Дмитрове по состоянию на 1882 год принадлежала фирме «Братья Сафоновы и сыновья». Фабрика включала в себя два отделения, которые были построены в деревне Целеево. В 1835 году фабрику купил Сафонов. На фабрике пряли шерсть, делали валку и чистку, отделку сукна. Управляющим был австриец Иосиф Гофман. На фабриках работало от 12 до 230 человек. В 1890-х годах фабрика прекратила свою работу. В 1906—1907 годах фабрику приобрел сын фабриканта Чернышева. Он собирался построить главный корпус фабрики, но из-за недостатка средств, работа прекратилась. В 1917 году разрушенные фабричные здания национализировали. В 1925 году восстановлением работы на фабрике занялся Дмитровский районный промышленный комбинат. Предприятие назвали фабрикой «12-й годовщины Октября».

### Фабрика для выделки искусственного барашка Филиппа Алексеевича Буслаева
Фабрика располагалась в деревне Муравьево Подчерковской волости. Предприятие начало работу в 1907 году. На фабрике работало 35 человек и 2 стана. После революции 1917 года предприятие было национализировано и им стал управлять Дмитровский райпромкомбинат.

### Фабрика для выделки искусственного барашка Григория Ивановича Михайлова
Предприятие располагалось в деревне Высоково Подъячевской волости. Фабрика работала с 1899 года, работало 35 человек на 2 станах.